# Adam Skałkowski
Adam Mieczysław Skałkowski (ur. 30 września 1877 we Lwowie, zm. 17 kwietnia 1951 w Poznaniu) – polski historyk, profesor Wydziału Humanistycznego Uniwersytetu Poznańskiego.

## Życiorys

### Dzieciństwo i młodość
Syn Tadeusza Skałkowskiego – prawnika i posła na Sejm Krajowy Galicji oraz Jadwigi z Kosińskich. Wnuk poety Marcelego Skałkowskiego. Adam był najstarszym spośród czterech synów państwa Skałkowskich, miał też cztery siostry. Naukę rozpoczął w prywatnej szkole Leopolda Wajgla, którą ukończył w 1888. Następnie kształcił się w C. K. IV Gimnazjum we Lwowie, w którym w 1896 zdał egzamin dojrzałości z odznaczeniem.

## Studia
We Lwowie rozpoczął studia historyczne na Wydziale Prawa Uniwersytetu Lwowskiego, brał udział w seminarium Oswalda Balzera i Ludwika Finkla. Od samego początku był zaangażowany w życie studenckie. Ta działalność społeczna i zdolności organizacyjne przyczyniły się do stanowiska bibliotekarza, a w 1898 roku prezesa Czytelni Akademickiej. W tymże roku został też przyjęty do Związku Młodzieży Polskiej  tzw. „Zetu”. Za zachętą kolegi z organizacji zapisał się w 1898 roku na seminarium profesora Szymona Askenazego. W 1900 roku z polecenia S. Askenazego wyjechał na semestr do Getyngi. Tam studiował u słynnego profesora M. Lehmanna, który był promotorem pracy doktorskiej S. Askenazego. Świadczy to o tym, jak bardzo sobie cenił sobie profesor Askenazy Skałkowskiego, skoro wysłał go do jednego ze swoich mistrzów. Mimo krótkiego pobytu w Niemczech, Skałkowski po powrocie przez pewien czas utrzymywał kontakt listowny z prof. Maksem Lehmannem.

## Początki kariery naukowej – Uniwersytet Lwowski
Następnie Skałkowski rozpoczął pracę do doktoratu o generale Janie Henryku Dąbrowskim. W związku z tymi badaniami przebywał w latach 1902–1903 w Paryżu. Uczył się tam w polskiej szkole w Batignolles, otrzymywał też stypendium kasy im. Mianowskiego. Po powrocie do Lwowa był tylko formalnie w latach 1903–1910 zastępcą nauczyciela w macierzystym IV Gimnazjum. W tym czasie zaangażował się mocno w dalszą działalność polityczną. Był jednym z inicjatorów wydawania organu „Zetu” pisma „Teki”, którego redakcja pierwotnie mieściła się w domu Skałkowskiego. Wobec dużej aktywności politycznej został członkiem Ligi Narodowej w 1904 roku. W roku 1908 był jednym z redaktorów dwutygodnika „Rzeczpospolita”.
W 1906 roku Skałkowski doktoryzował się na podstawie pracy „Jan Henryk Dąbrowski (1755–1818). Część 1: Na schyłku dni Rzeczypospolitej 1755–1795” (Warszawa 1904).  Właściwym promotorem pracy był S. Askenazy, przebywający wtedy na kwerendach archiwalnych w Petersburgu. W zastępstwie promotorem został prof. R. M. Werner.
Był członkiem Ligi Narodowej w 1905 roku. W roku 1906 Skałkowski pracował w bibliotece Uniwersytetu Lwowskiego.  W latach 1907–1911 przebywał w Paryżu, głównie dzięki przyznanemu mu stypendium W. Osławskiego. Był już wówczas znany jako specjalista od dziejów Polski porozbiorowej. Świadczą o tym kontakty H. Sienkiewicza ze Skałkowskim podczas pisania przez niego powieści „Legiony” oraz S. Żeromskiego w czasie pracy nad sztuką o Józefie Sułkowskim. W roku 1913 habilitował się na Uniwersytecie Lwowskim na podstawie pracy „O kokardę Legionów” (Lwów 1912). Recenzentem habilitacji byli T. Wojciechowski i B. Dębiński. W roku 1913 Skałkowski został zastępcą Askenazego na katedrze historii nowożytnej Uniwersytetu Lwowskiego. Skałkowski prowadził wykłady do 1919 roku w zastępstwie S. Askenazego przebywającego w Petersburgu na kwerendach.
W listopadzie 1918 roku brał udział w obronie Lwowa przeciwko Ukraińcom, ale w późniejszych wspomnieniach marginalizował swój udział, a także całą obronę jako awanturę powiększoną propagandowo do rangi wielkiego wydarzenia. Za obronę w mieście szkoły kadetów otrzymał odznakę pamiątkową I Odcinka „Obrony Lwowa”. 1 września 1919 roku został zwolniony z wojska.

## Życie prywatne
W 1911 roku ożenił się Antoniną Marią z Przesmyckich – malarką, z którą poznali się w Paryżu. Miał z nią trójkę dzieci: córkę Elżbietę (1913–1984, została żoną historyka, archiwisty i oficera ppłk. dr. Rocha Morcinka), syna Tadeusza (1915–1993) i syna Tomasza (1917–1918). Maria Antonina umarła w roku 1917 po urodzeniu trzeciego dziecka. W 1920 roku ożenił się po raz drugi – ze Stanisławą z Karpińskich (1885–1977) – nauczycielką.

## Uniwersytet Poznański
Jeszcze przed zwolnieniem z wojska, 4 lipca 1919, otrzymał propozycję objęcia stanowiska na nowo utworzonym Uniwersytecie Poznańskim. Skałkowski zgodził się i przeniósł się do Poznania. Tam został kolejno 19 listopada 1920 profesorem nadzwyczajnym, a 1 października 1921 profesorem zwyczajnym. Skałkowski w Poznaniu był kierownikiem katedry historii nowożytnej.  Zerwał wtedy całkowicie z działalnością polityczną.
Był aktywny w wielu towarzystwach naukowych. Od 1913 był członkiem Komisji Historycznej Akademii Umiejętności, do 1930 członkiem Komisji Historii Wojskowości PAU, działał w Poznańskim Towarzystwie Przyjaciół Nauk, przewodniczył tam Komisji Historycznej. Był również członkiem od 1939 Towarzystwa Naukowego w Toruniu. Oprócz tego był członkiem redakcji „Kwartalnika Historycznego” i od samego początku był w składzie Komitetu Redakcyjnego i Radzie Polskiego Słownika Biograficznego. Ten okres przyniósł wiele cennych publikacji. Seminarium prof. A. Skałkowskiego cieszyło się ogromną popularnością na Uniwersytecie Poznańskim. W 1937 uczęszczało na nie 101 studentów.
W roku 1937 wraz z profesorami Florianem Znanieckim i Henrykiem Ułaszynem opublikował oświadczenie potępiające „ghetto ławkowe” i „wszelkie dążenia do ograniczenia praw ze względów wyznaniowych, narodowościowych, czy rasowych” na uniwersytetach. Podpisał również, jak wielu innych uczonych, protest przeciwko ekscesom antysemickim („Dziennik Literacki”  nr 24 XII 1937).
W 1939 po wybuchu wojny wyjechał z Poznania do Warszawy. Następnie w czerwcu 1940 przybył na zaproszenie Wielopolskich do Chrobrza w Kieleckiem, gdzie współpracował ze swoim cenionym uczniem Gerardem Labudą, opiekował się córką i wnuczką. Pozostał tam do końca wojny, prowadząc tam na zlecenie rodziny badania w archiwum rodzinnym Wielopolskich. Równocześnie Skałkowski brał udział w tajnym nauczaniu w Częstochowie na Uniwersytecie Ziem Zachodnich. Spisał w tym czasie wspomnienia.
Po wojnie z powrotem podjął pracę na Uniwersytecie w Poznaniu. Znowu dał się poznać jako świetny organizator pomagając ludziom poszkodowanym przez wojnę i odbudowując zbiory archiwalne i biblioteczne. W latach 1945–1947 był dziekanem Wydziału Historyczno-Filozoficznego. Nadal był aktywny jako naukowiec, dużo publikując, współpracując z Polskim słownikiem biograficznym. Działał w towarzystwach historycznych, był członkiem czynnym PAU i członkiem zarządu Polskiego Towarzystwa Historycznego.
Był przeciwnikiem komunizmu i odciągania studentów od zajęć na roboty „wykopkowe”. Publicznie, jako człowiek dużej odwagi, odcinał się od marksizmu. Bronił prof. Ludwika Jaxa–Bykowskiego, oskarżonego o przynależność do Stronnictwa Narodowego. Występował w obronie swego ucznia S. Wasylewskiego oskarżonego o kolaborację z Niemcami. Te posunięcia były przyczyną usunięcia go ze stanowiska dziekana. Na ostatnim seminarium 10 grudnia 1948 odbyło się jego pożegnanie. W styczniu 1949 komunistyczne władze przeniosły go na emeryturę; była ona tak niska, że musiał podjąć pracę w bibliotece uniwersyteckiej.
Zmarł 7 kwietnia 1951 w Poznaniu, pochowano go na cmentarzu Górczyńskim.
Materiały archiwalne Adama Skałkowskiego znajdują się w PAN Archiwum w Warszawie pod sygnaturą III-21.

## Uczniowie
Oprócz wspomnianego Gerarda Labudy należy wymienić osoby, które pisały pod jego kierunkiem prace doktorskie: Andrzej Wojtkowski, Wisława Knapowska, Juliusz Willaume, Janusz Staszewski (historyk), Zdzisław Grot, Edmund Machalski, Włodzimierz Dworzaczek, Helena Łuczak-Kozerska, Witold Jakóbczyk, Roch Morcinek, Tadeusz Mencel, Jan Baumgart, Antoni Artymiak, Teresa Krotoska, Alina Boettnerówna.
Habilitacje pod jego kierunkiem pisali: Andrzej Wojtkowski, Juliusz Willaume, Wisława Knapowska, Zdzisław Grot, Witold Jakóbczyk i Franciszek Paprocki.
Uczniowie profesora: Juliusz Willaume, Tadeusz Mencel, Stefan Kieniewicz, Jan Baumgart, Włodzimierz Dworzaczek, 
Zdzisław Grot, Witold Jakóbczyk i Franciszek Paprocki zostali profesorami.

## Dorobek naukowy
Adam Skałkowski pozostawił po sobie dorobek naukowy, obejmujący ponad 260 publikacji naukowych. Zakres jego zainteresowań obejmował historię Polski od czasów Stanisława Augusta do połowy XIX wieku. Jego prace można podzielić na kilka grup tematycznych. Do lat dwudziestych główne zainteresowania Skałkowskiego skupiały się na epoce napoleońskiej. Oprócz wspomnianych już prac doktorskiej i habilitacyjnej należy tu wymienić: „Bitwa pod Raszynem” (Lwów 1909), „Rok 1812” (Lwów 1912), „Książę Józef” (Bytom 1913), „Oficerowie polscy stu dni” (Lwów 1915), „Polacy na San Domingo 1802–1809” (1921). 
Wydał źródła do epoki napoleońskiej: „Les Polonais en Egypte 1798–1801” (Paris 1910), „Korespondencja ks. Józefa Poniatowskiego z Francją”, t.1–4 (Poznań 192`–1929). Ważną pracę Skałkowskiego stanowi studium Aleksander Wielopolski w świetle archiwów rodzinnych 1803–1877, tom 1–3 (Gdynia 1948–1978). Poza tym pisał liczne recenzje i artykuły.
Od 1930 był członkiem Polskiej Akademii Umiejętności.

## Wybrane publikacje[5]
- Jan Henryk Dąbrowski – 1904 r.
- O cześć imienia polskiego – 1908 r.
- Bitwa pod Raszynem – 1909 r.
- O kokardę legionów – 1912 r.
- Rok 1812 – 1912 r.
- Książę Józef – 1913 r.
- Oficerowie polscy stu dni – 1915 r.
- Kościuszko w świetle nowszych badań – 1924 r.
- Z dziejów insurekcji – 1926 r.
- Aleksander Wielopolski w świetle archiwów rodzinnych 1803–1877 – 1948 r.